# Honbasho

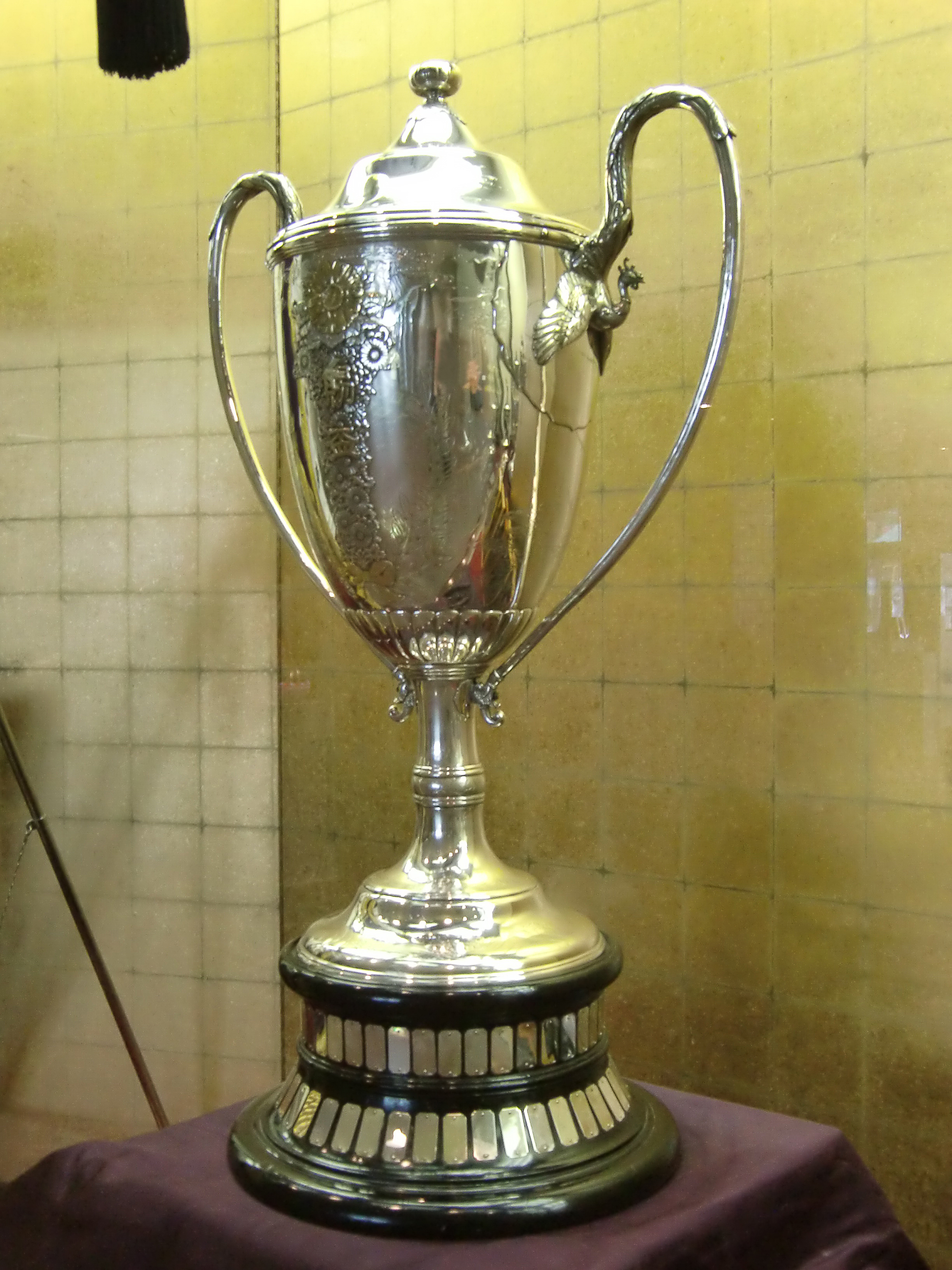
Coppa dell'Imperatore riservata al vincitore di ogni Honbasho

Honbasho (本場所?) e Basho (場所?) sono i termini con cui si definiscono i tornei di sumo.

## Terminologia

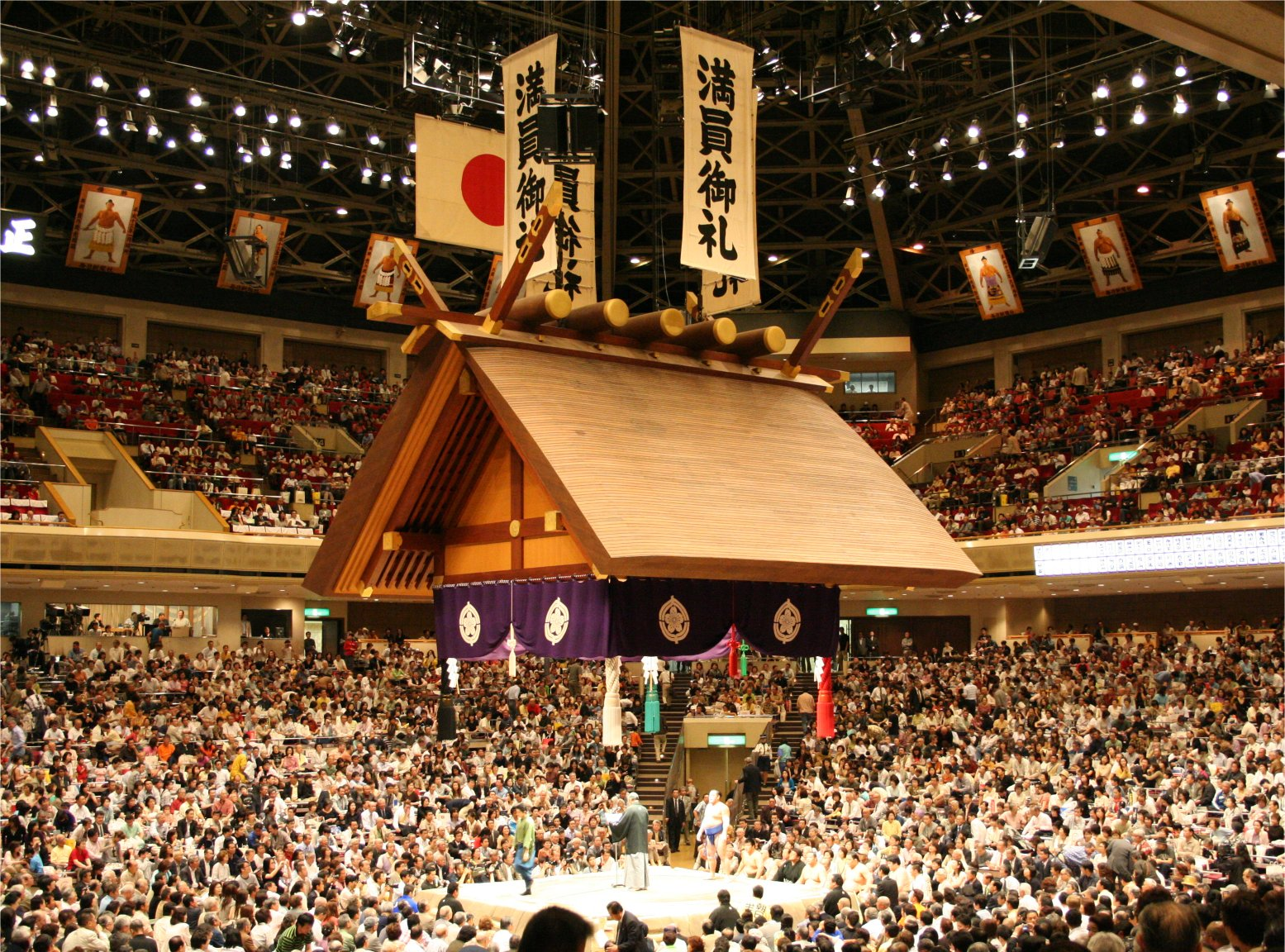
Interno del Ryōgoku Kokugikan di Tokyo

Basho significa letteralmente torneo ed è usato per indicare i tornei minori. Per i sei tornei principali del calendario professionistico viene usato Honbasho che si può tradurre con vero torneo. Esistono durante l'anno diversi tornei minori, a volte anche con premi in denaro, ma solo i risultati degli honbasho contano per la determinazione del banzuke e per il meccanismo di promozione e retrocessione tra le categorie professionistiche. Per questi motivi i tornei basho sono riservati solitamente a dilettanti o alle categorie professionistiche inferiori. I combattimenti in questi tornei sono detti hana-sumo (sumo dei fiori) proprio per indicare la minore competitività rispetto agli Honbasho.

## Storia
I tornei di sumo si disputano a Tokyo fin dall'inizio del XVII secolo, tuttavia il loro numero è cambiato più volte nel corso degli anni. Nel 1926 le due associazioni di Tokyo e Osaka si sono fuse dando vita alla Nihon Sumō Kyōkai, la federazione nazionale. A partire dal 1958 è stato stabilito il numero fisso di sei Honbasho in un anno e sono state stabilite delle date da rispettare.
Il torneo di marzo 2011 è stato cancellato a causa delle indagini in corso da parte della federazione sullo scandalo degli incontri truccati che ha coinvolto diversi lottatori di alto profilo. Si è trattato del primo torneo cancellato dal 1946, quando il torneo non fu tenuto a causa dei lavori di ricostruzione del Ryōgoku Kokugikan, devastato dai bombardamenti durante la seconda guerra mondiale. Il torneo successivo, a maggio 2011, è stato tenuto regolarmente ma non erano in palio trofei o premi in denaro e i biglietti per assistervi furono distribuiti gratuitamente tramite una lotteria.
Il torneo di marzo 2020 è stato tenuto a porte chiuse a causa della pandemia di COVID-19 e quello di maggio è stato cancellato su richiesta delle autorità.

## Caratteristiche
Ogni Honbasho inizia di domenica e dura due settimane complete. I rikishi delle due categorie superiori (makuuchi e jūryō) lottano una volta al giorno effettuando quindici incontri totali, mentre gli appartenenti alle categorie inferiori disputano solo sette incontri lottando spesso a giorni alterni. Gli incontri delle categorie inferiori iniziano la mattina, generalmente verso le 8.30.
Il primo obbiettivo di un lottatore è quello di concludere con un record positivo (kachi-koshi) ossia ottenere più vittorie che sconfitte. Questo risultato garantisce all'atleta di salire nella graduatoria in vista del torneo successivo. Inoltre l'atleta con più vittorie in ogni divisione viene premiato con un trofeo e un premio in denaro. In caso di parità di vittorie tra due lottatori viene disputato un playoff nell'ultimo giorno.
Due lottatori non si incontrano ma più di una volta nello stesso torneo, inoltre sono vietati gli scontri tra lottatori provenienti dalla stessa Heya (i dojo del sumo) e e quelli tra lottatori con uno stretto grado di parentela. Queste regole tuttavia non valgono nel caso in cui sia necessario disputare un playoff per aggiudicare il torneo.
Il programma degli incontri è stabilito da un comitato di oyakata due giorni prima e viene letto un giorno prima da un gyōji anziano. Nonostante non sia obbligatorio è prassi invalsa per la categoria top di accoppiare nella prima metà del torneo i lottatori nella parte alta della classifica con quelli nella parte più bassa. La seconda settimana vengono effettuati abbinamenti che prevedono scontri tra atleti di pari categoria oppure con un record simile nel torneo, con lo scopo di evitare che un lottatore possa vincere il torneo poiché ha affrontato solo lottatori di bassa classifica. Questo sistema permette inoltre di scongiurare la necessità di un playoff.
Per la divisione jūryō e quelle inferiori i lottatori vengono accoppiati nella prima metà basandosi in base al ranking e nella seconda metà in base al record nel torneo.
Se un lottatore si ritira o non si presenta da uno scontro per infortunio viene dichiarato perdente (fusenpai), se si ritira da un torneo tutte le sfide rimanenti verranno considerate perse e verranno considerate per la classifica del torneo successivo. Nel caso in cui ci siano molteplici ritiri il calendario viene "riempito" accoppiando i peggiori lottatori di una divisione con i migliori di quella inferiore.

## Tornei
| Mese      | Nome                                                               | Città   | Impianto                                        | Inizio          |
| --------- | ------------------------------------------------------------------ | ------- | ----------------------------------------------- | --------------- |
| Gennaio   | Hatsu Basho (初場所? "torneo di apertura")                         | Tokyo   | Ryōgoku Kokugikan                               | I o II domenica |
| Marzo     | Haru Basho (春場所? "torneo primaverile"), Osaka Basho (大阪場所?) | Osaka   | Osaka Prefectural Gymnasium (EDION Arena Osaka) | II domenica     |
| Maggio    | Natsu Basho (夏場所? "torneo estivo")                              | Tokyo   | Ryōgoku Kokugikan                               | II domenica     |
| Luglio    | Nagoya Basho (名古屋場所?)                                         | Nagoya  | Aichi International Arena (IG Arena)            | I o II domenica |
| Settembre | Aki Basho (秋場所? "torneo autunnale")                             | Tokyo   | Ryōgoku Kokugikan                               | II domenica     |
| Novembre  | Kyūshū Basho (九州場所?)                                           | Fukuoka | Fukuoka Kokusai Center                          | II domenica     |

## Impianti

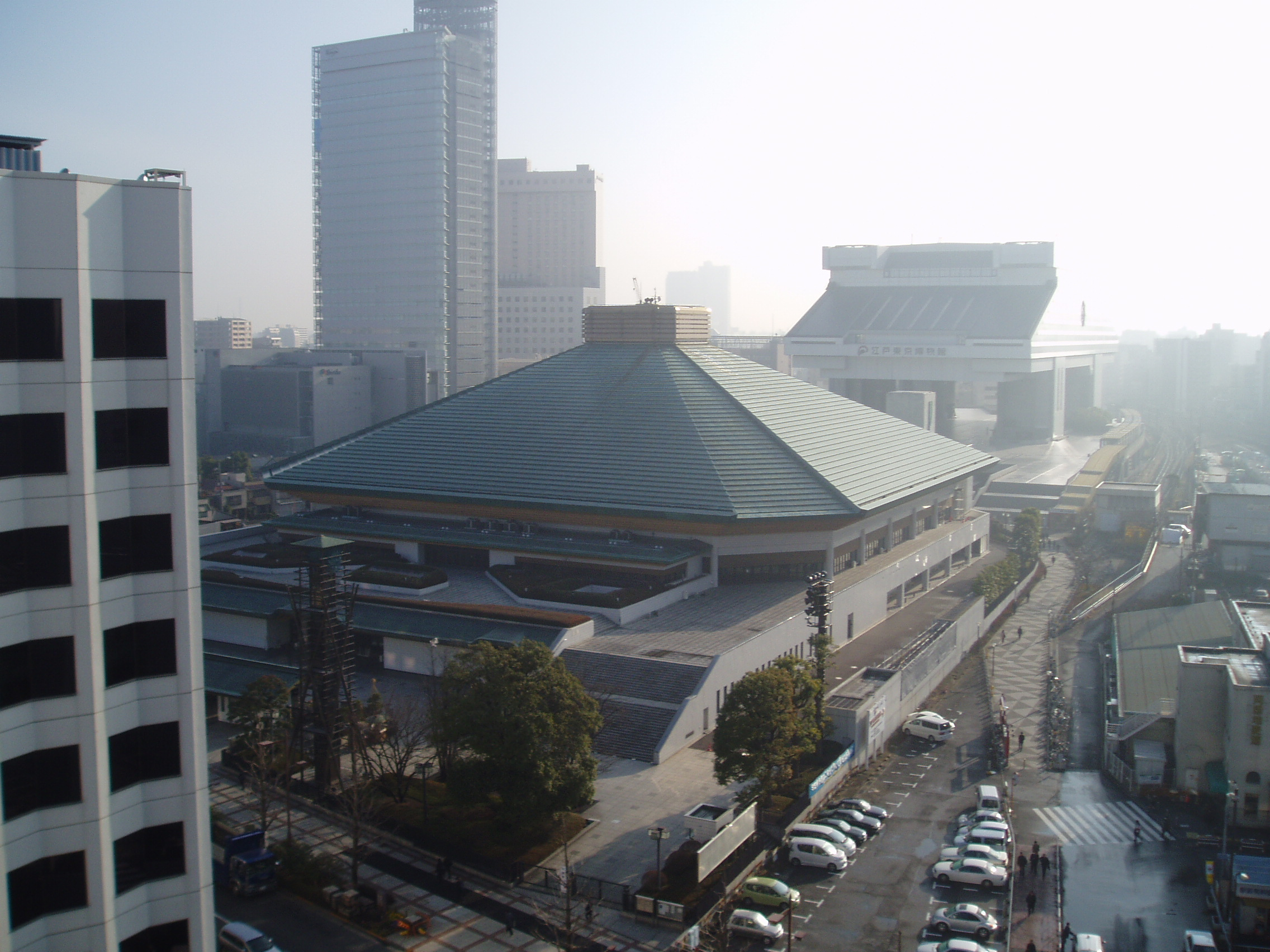
Ryōgoku Kokugikan
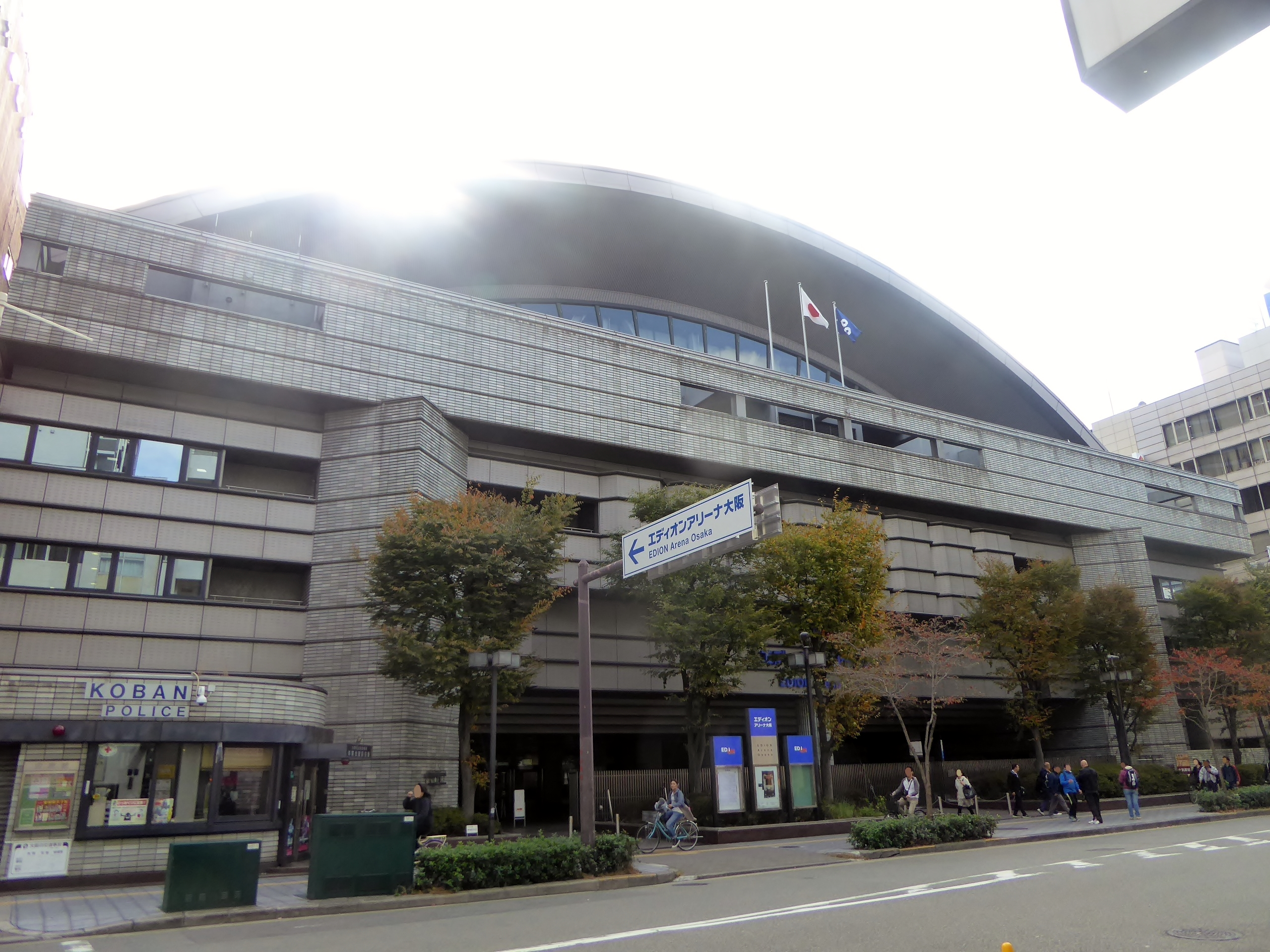
Osaka Prefectural Gymnasium (EDION Arena Osaka)
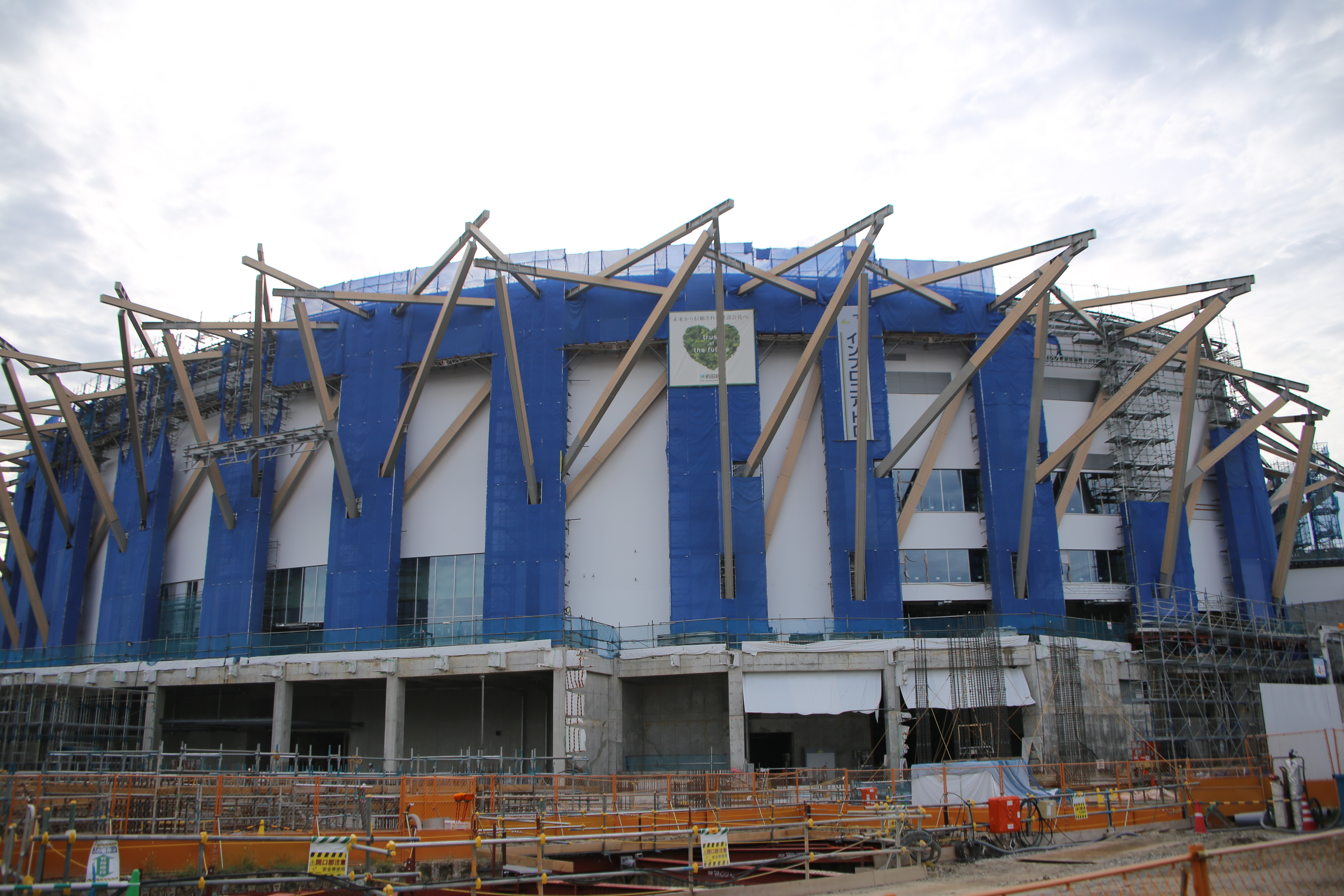
Aichi International Arena (IG Arena)
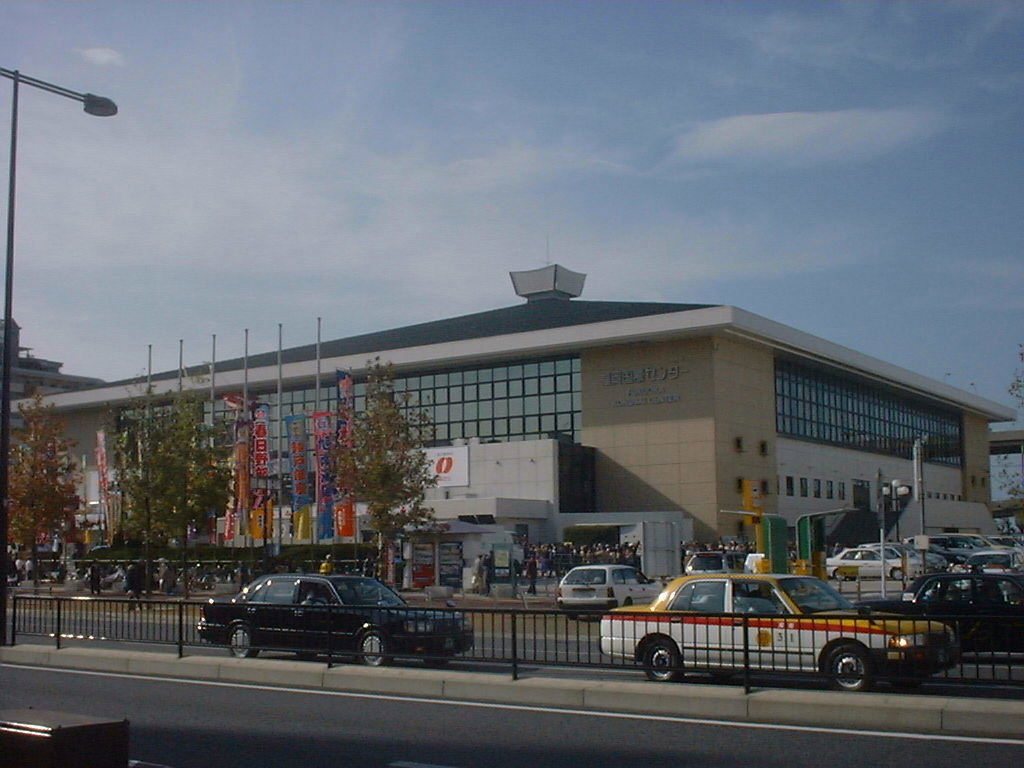
Fukuoka Kokusai Center